# Station Gilgenburg (Oost-Pruisen)
Station Gilgenburg (Oost-Pruisen) was een spoorwegstation in de Poolse plaats Dąbrówno. Voor 1945 was deze plaats deel van het Duitse Oost-Pruisen en had het de naam Gilgenburg.
Het oude stationsgebouw wordt bewoond door een aantal gezinnen. Alle infrastructuur is verwoest tijdens de Tweede Wereldoorlog en later gesloopt. Het is nauwelijks te herkennen als stationsgebouw.